# 楊元慶
楊元慶（よう　げんけい、ヤン・ユワンチン、1964年11月12日-）は、中国の実業家。レノボのCEO (最高経営責任者)。安徽省合肥市出身。籍貫は浙江省定海。

## 経歴

### 生い立ち
1986年上海交通大学卒業。1989年中国科学技術大学大学院(コンピューター専攻)修了、同年レノボに入社。2001年よりレノボのCEOに就任。2004年にIBMのPC部門を買収した後は会長となっていたが、2009年に再びCEO職に復帰した。
2012年にCCTVの「中国経済年度人物」の一人に選ばれた。